# Фиески
Фие́ски (итал. Fieschi) — одно из четырёх аристократических семейств, которые вместе с вассальными им родами (альберго) правили Генуэзской республикой. В хитросплетениях итальянской политики Фиески традиционно держали гвельфскую сторону. Во внешних отношениях они отстаивали союз Генуи с Анжуйской династией, а позднее и с французскими королями. Из этого рода происходили св. Екатерина Генуэзская, 72 кардинала и два папы римских — Иннокентий IV (один из величайших понтификов) и Адриан V. 

## История
Первым фамилию Фиески носил Уго, сын графа Лаванья. Избрание его сына папой под именем Иннокентия IV привело к усилению позиций семейства Фиески в Лигурии. В 1257 г. народное восстание заставило их покинуть Геную, но пять лет спустя они в союзе с Гримальди восстановили свою власть в городе. Во внешней политике Фиески и Гримальди опирались на силы Карла Анжуйского. В 1270 году соперничавшие с ними семейства Дориа и Спинола добились нового изгнания Фиески из республики.
В начале XIV века Фиески пытались поссорить представителей Дория и Спинола, и эта тактика позволила им вернуть себе власть в 1317 году. Последующие два десятилетия ознаменовались беспрестанными раздорами между четырьмя главными семействами Генуи. В 1331 году Генуей овладел Роберт Неаполитанский, затем была введена должность дожа. В этот период Фиески были удалены от управления, исполняя преимущественно дипломатические и генеральские должности.
В начале XV века Фиески вновь находились на пике могущества, на этот раз благодаря дипломатическому альянсу с графами Савойскими и королями Франции. Когда в 1422 году Геную взял миланский правитель Филиппо Мария Висконти, Фиески возглавили борьбу с оккупантами. После освобождения города от миланцев в 1436 году Фиески проводили гибкую политику в отношении преемников Висконти на миланском престоле — рода Сфорца.
Последним великим представителем рода был Джан Луиджи Фиески, возглавивший неудачный заговор против Андреа Дориа, представлявшего противоположную, прогабсбургскую партию. Этому событию посвящена трагедия Шиллера «Заговор Фиески» (1780).

## Источник
- Фиески в Британской энциклопедии